# 里氏小沙丁魚
里氏小沙丁魚（學名：Sardinella richardsoni）為輻鰭魚綱鲱形目鲱科的其中一種，分布於西北太平洋區，包括夏威夷群島、中國、香港等海域，棲息深度可達50公尺，體長可達12公分，棲息在沿海海域，成群活動，以浮游生物為食，可做為食用魚。

## 擴展閱讀
維基物種上的相關：里氏小沙丁魚